# Fenstergriff

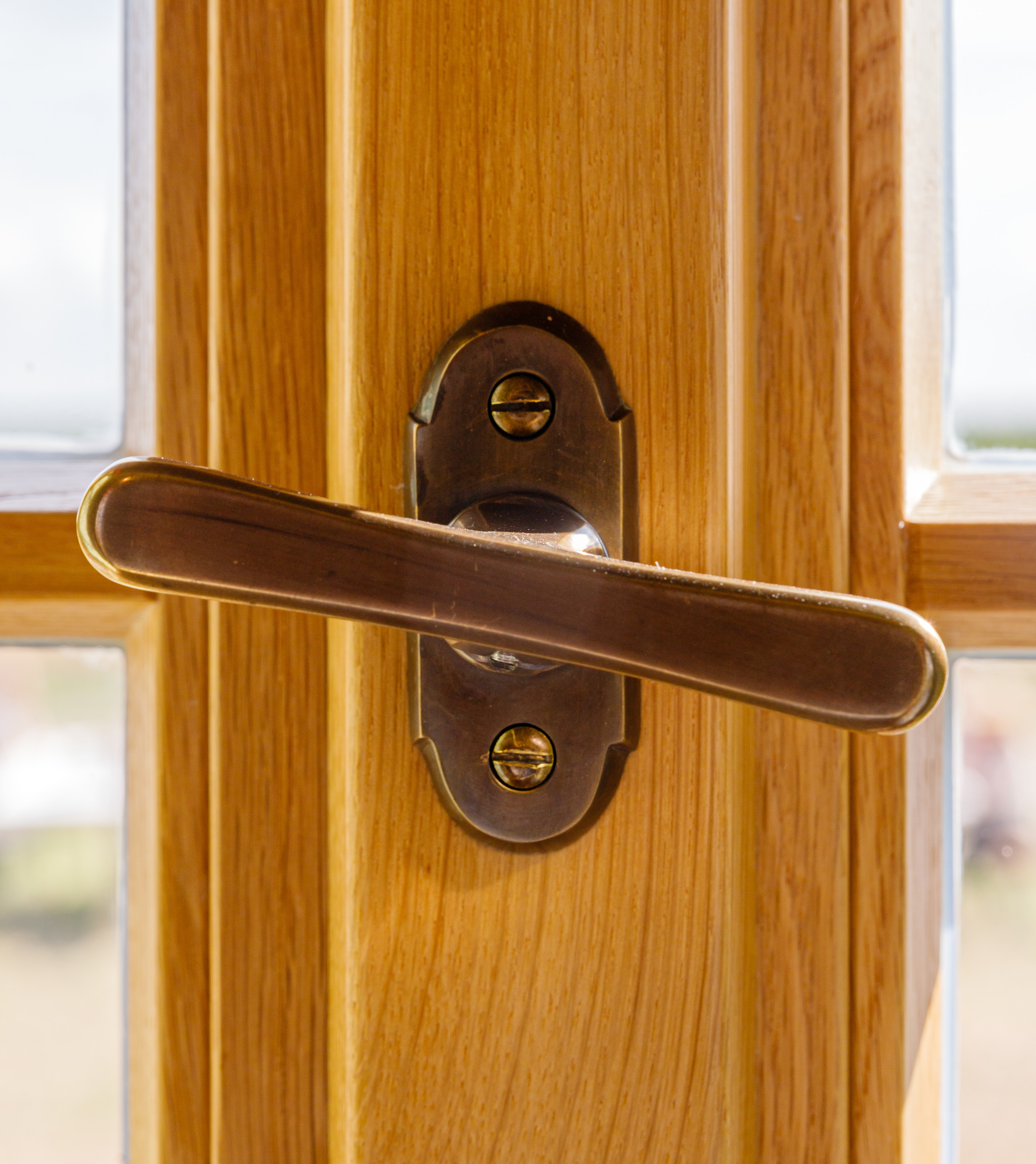
Fenstergriff

Ein Fenstergriff ist im weiteren Sinne ein Griff nur zum Aufstoßen und Zuziehen von Fenstern; im engeren Sinne ist er ein Bedienelement des Fensterverschlusses, also zum Verriegeln von Fenstern.

## Begriffe und Formen der Fenstergriffe
Eine Olive ist ein Drehverschluss mit zweiseitig kurzen Hebeln, die über eine deutliche ‚olivenartige‘ Verdickung in der Mitte verfügt, die den Ansatz für die Drehachse bildet.
Ein Drehgriff kann zweiarmig oder einarmig als Hebel ausgebildet werden und bedient bei modernen Fenstern oft zugleich die verschiedenen Funktionen von Dreh- und Kippfenstern.
Die Espagnolette (Ruderstange) ist ein spezieller Drehgriff, der dem Antrieb des Drehstangenschlosses oder Drehriegelverschlusses dient.

Beispielbilder
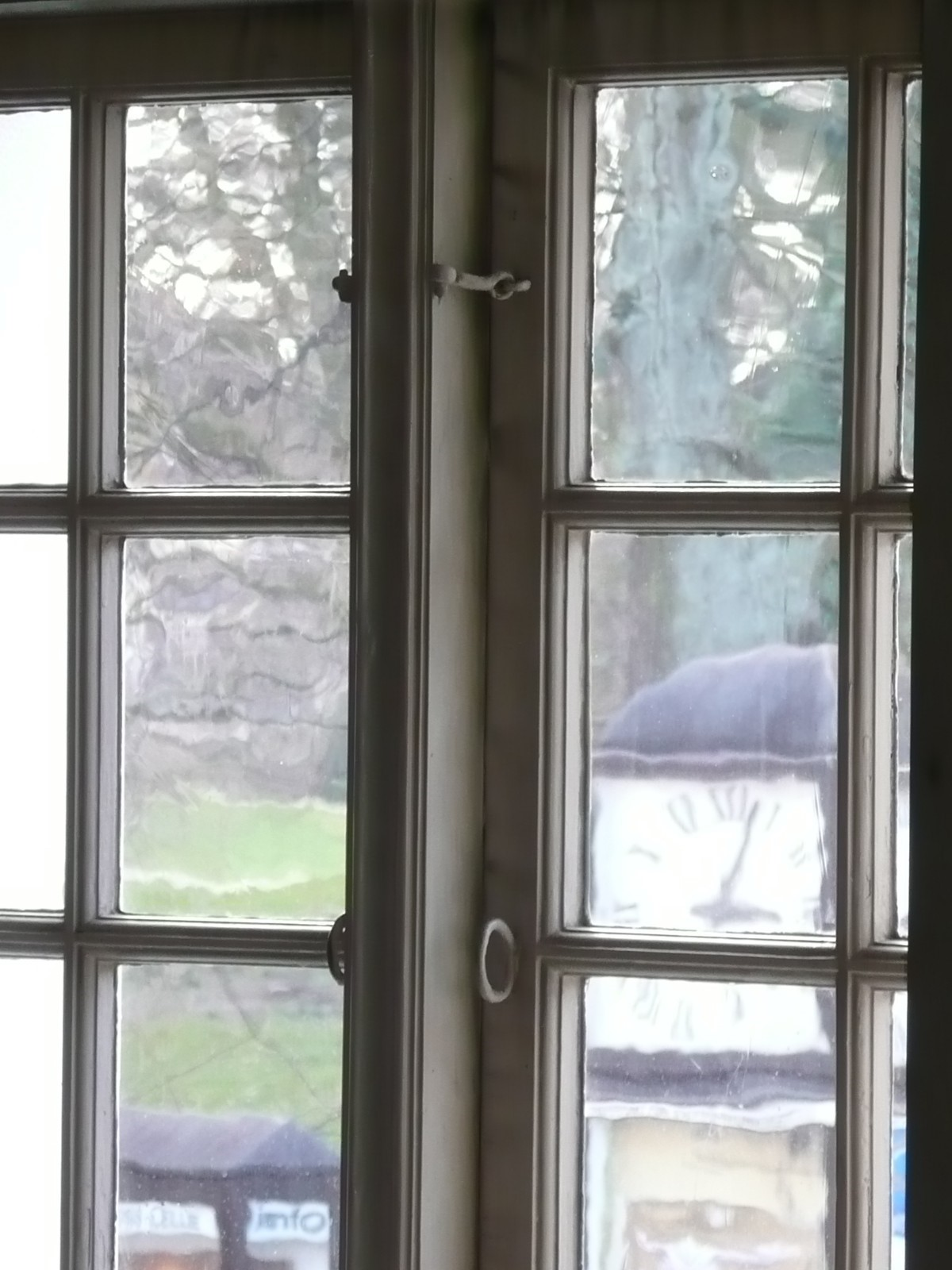
Unten einfacher Ringgriff zum Zuziehen und Aufstoßen, oben Ankettel-Verschluss (Bomann-Museum, Celle)
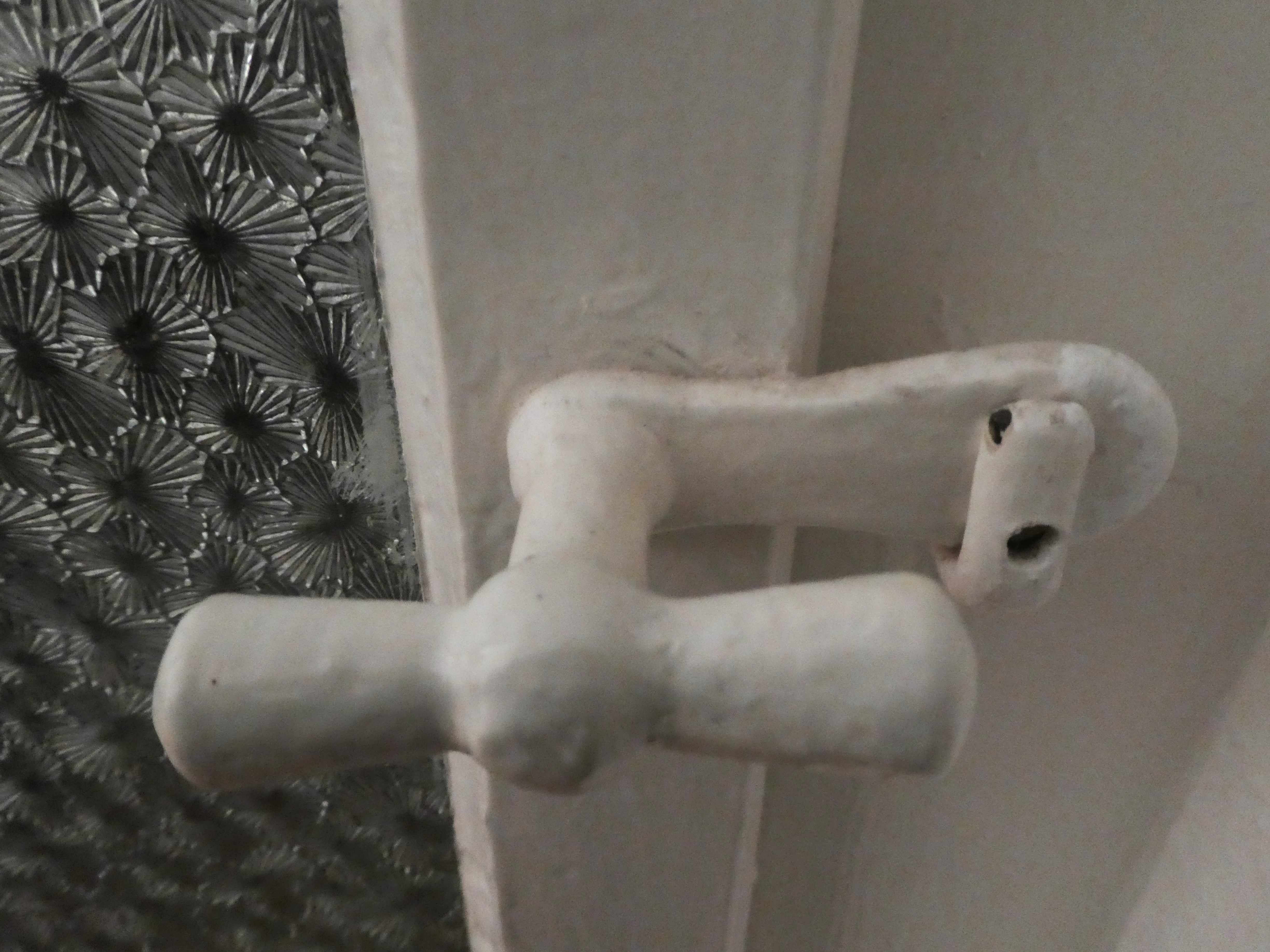
Einfacher Drehriegel mit Hakenverschluss
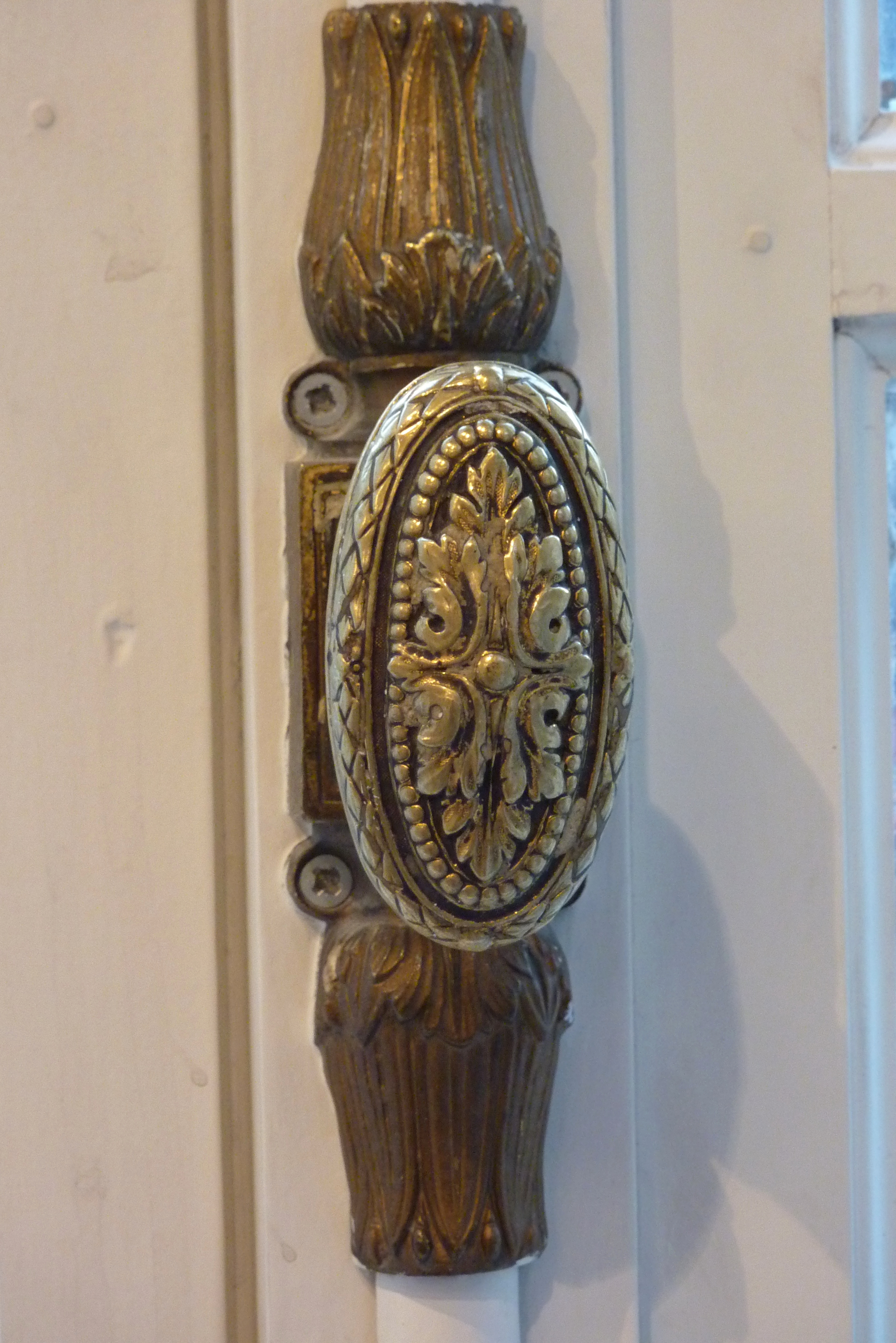
Aufwändig verzierte Olive (Paris)
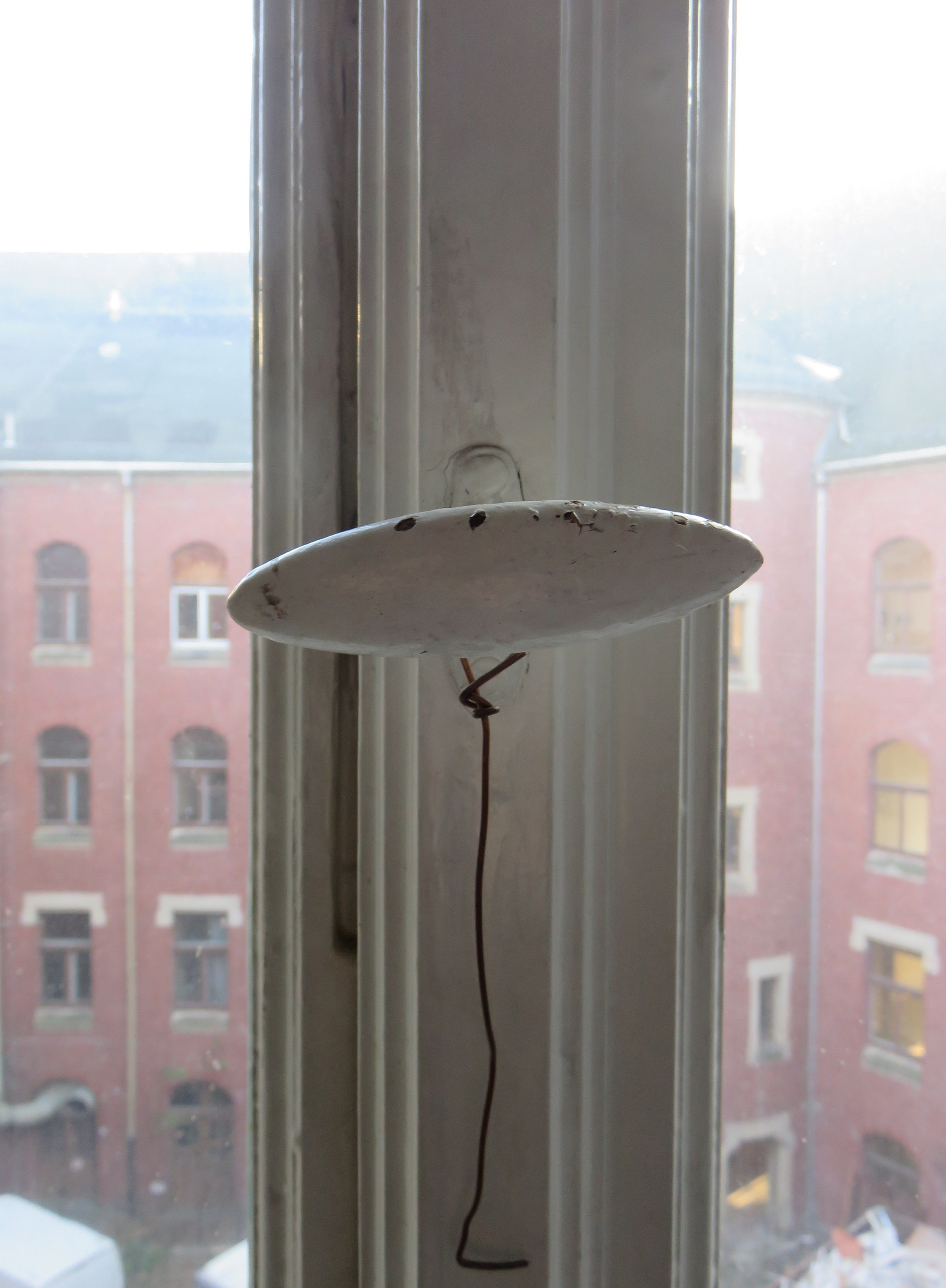
Schlichte Olive (Postdirektion Chemnitz)
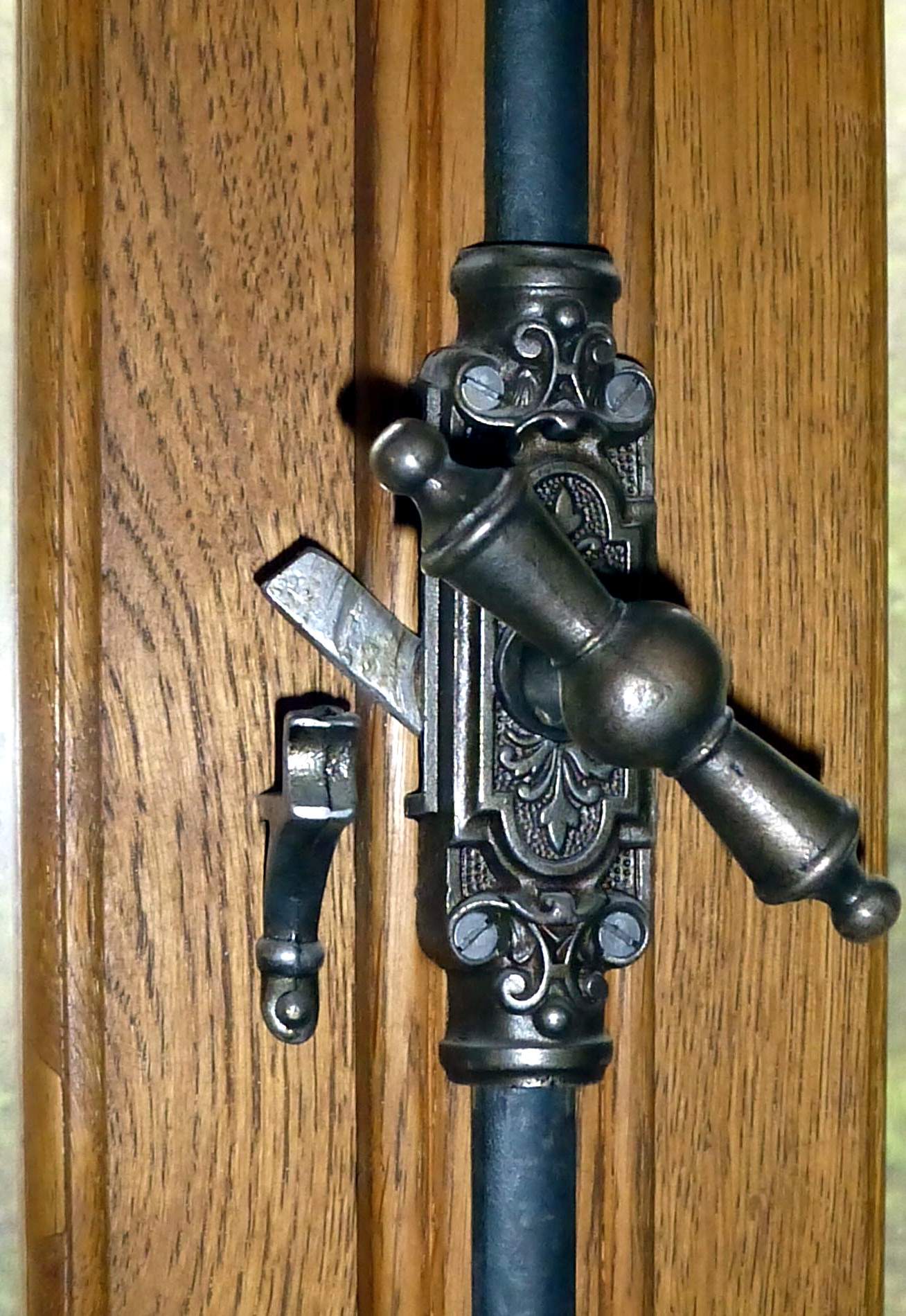
Zweiarmiger Drehgriff einer Triebstangen-Verriegelung, mit zusätzlichem Drehriegel (Köln)
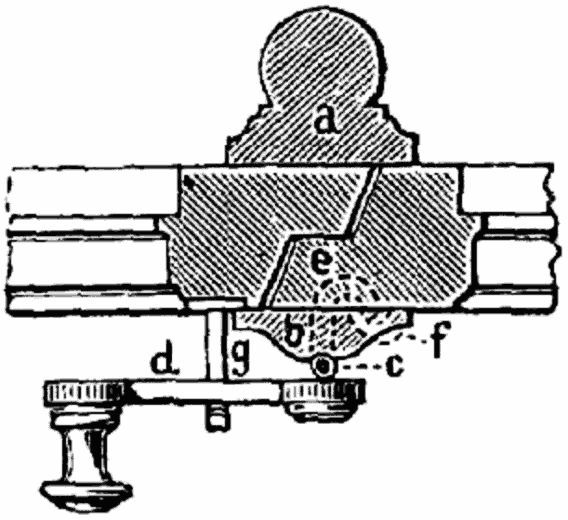
Espagnolette (Ruderstange) eines Drehstangen-Verschlusses (Lehrbuch von Otto Lueger)
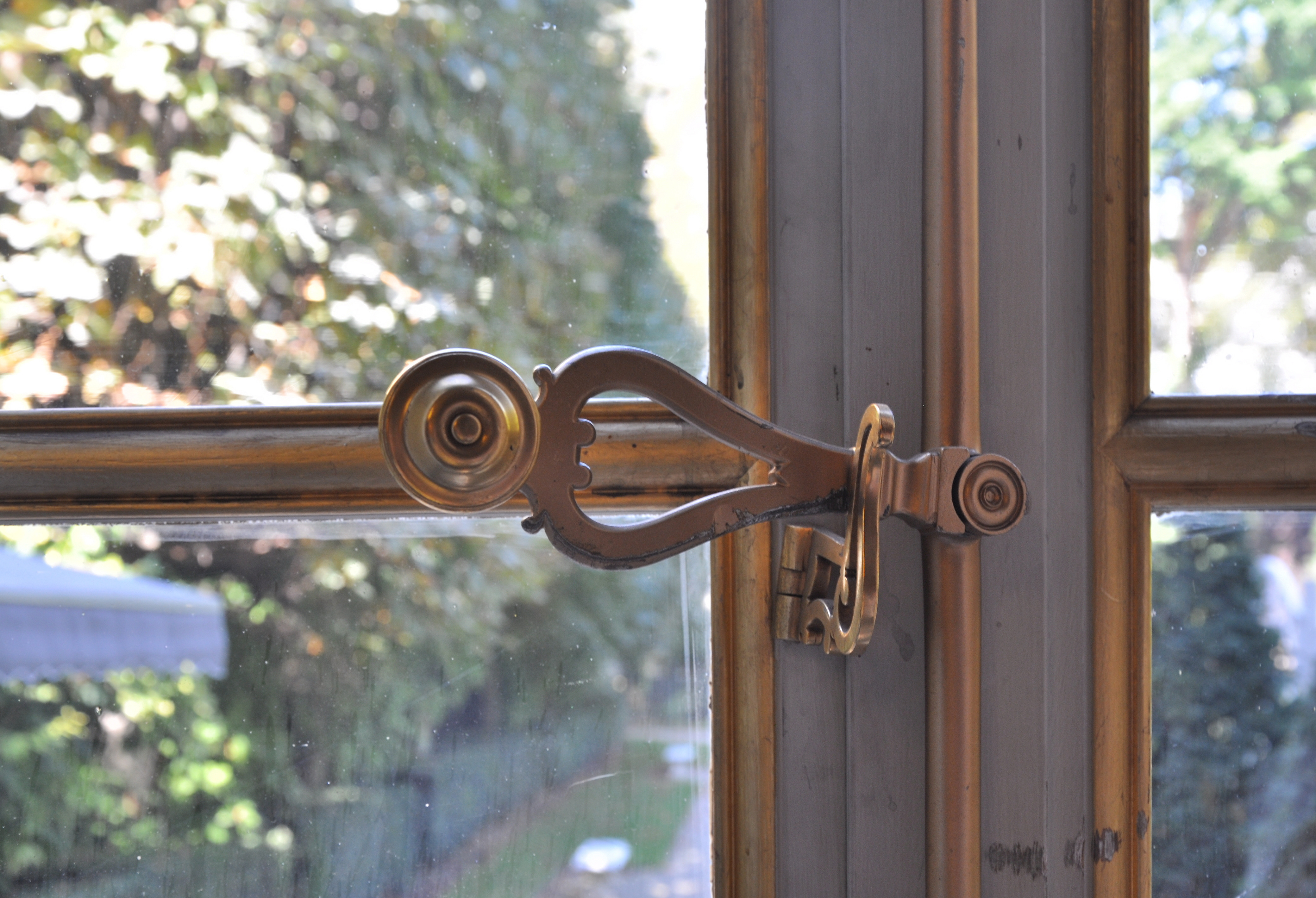
Espagnolette (Ruderstange) mit Drehstangen-Verriegelung (Paris)
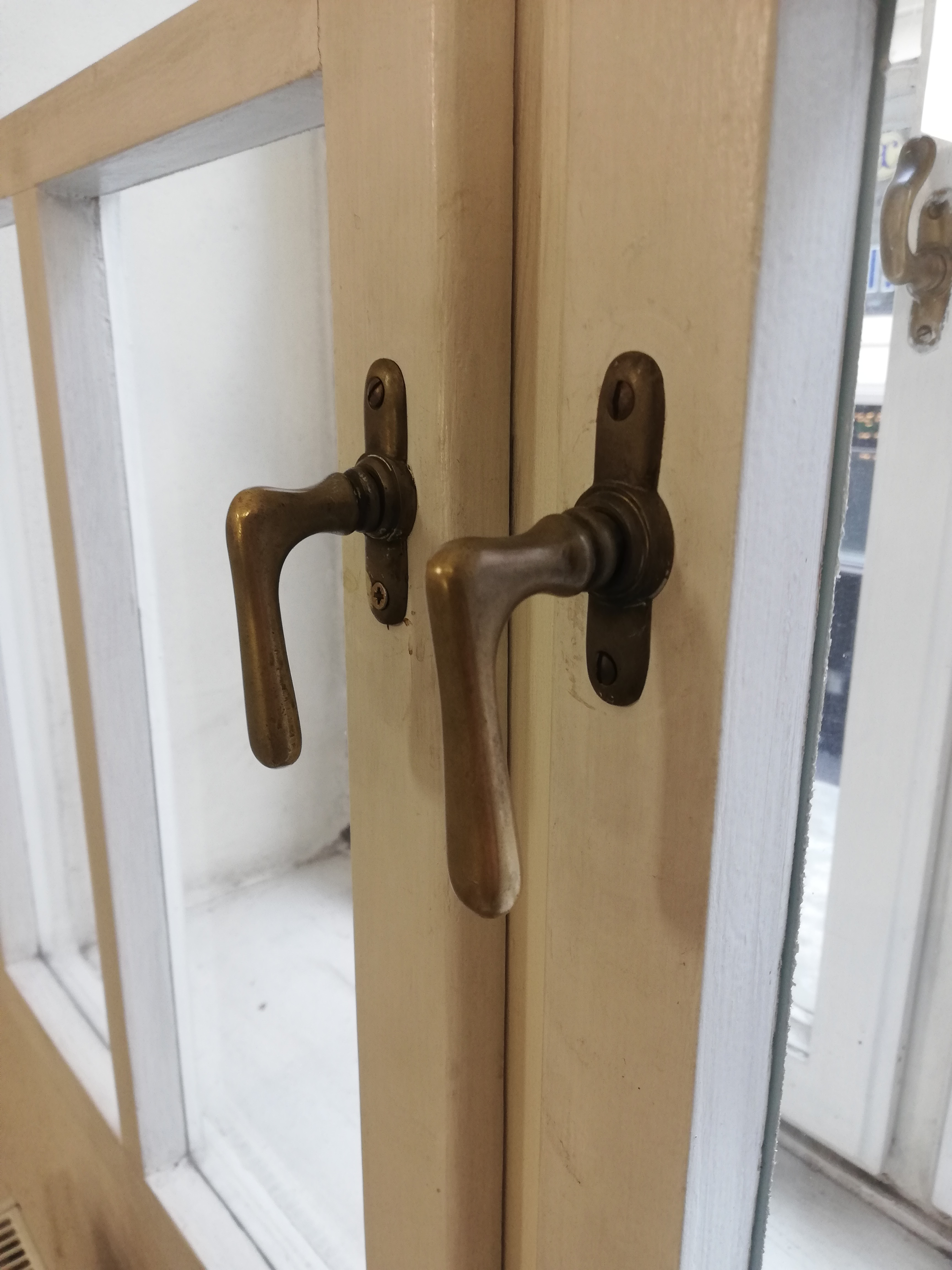
Einarmiger Drehgriff (Brünn)
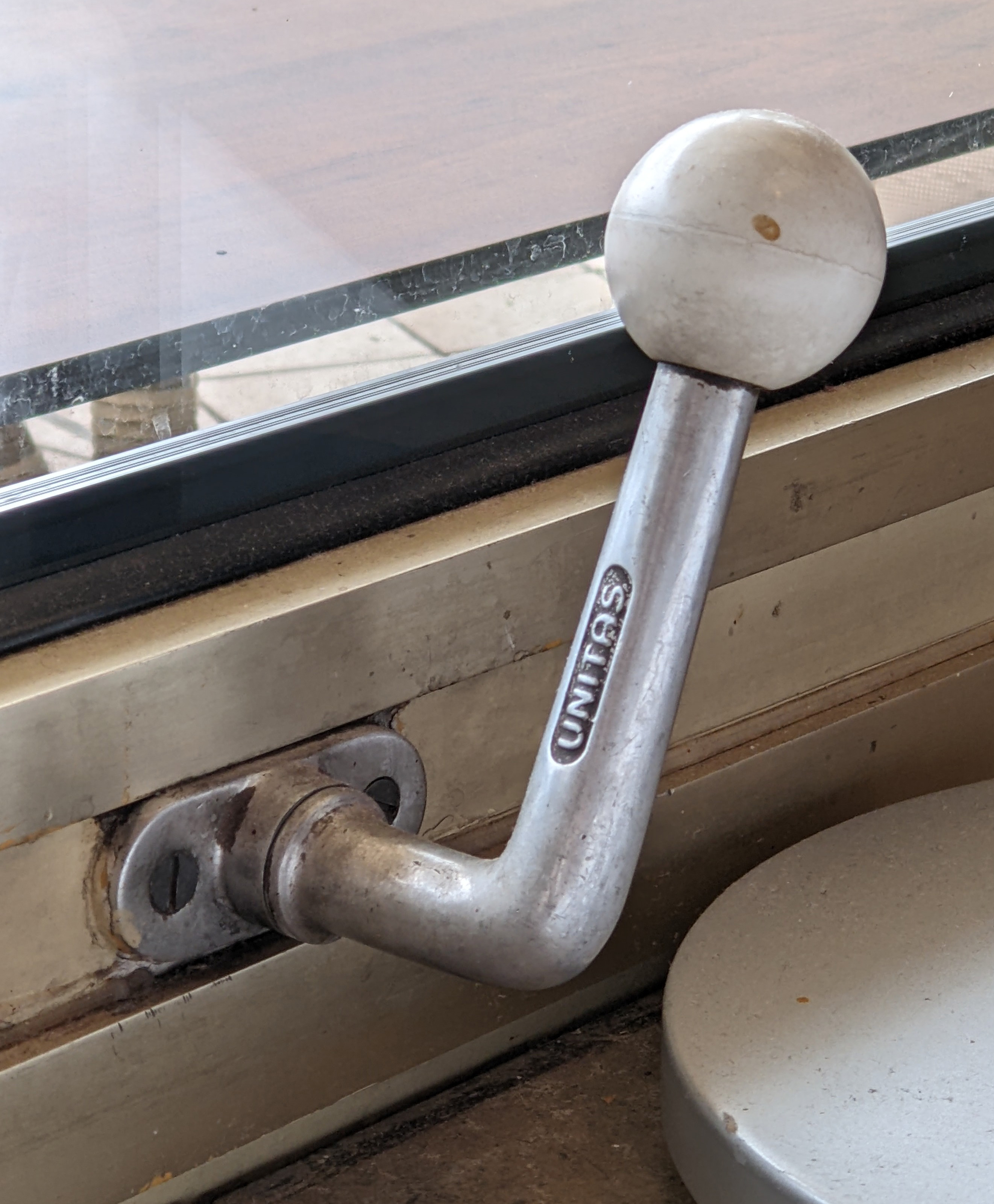
Einarmiger Drehgriff eines Schwingflügelfensters (Baden-Baden)
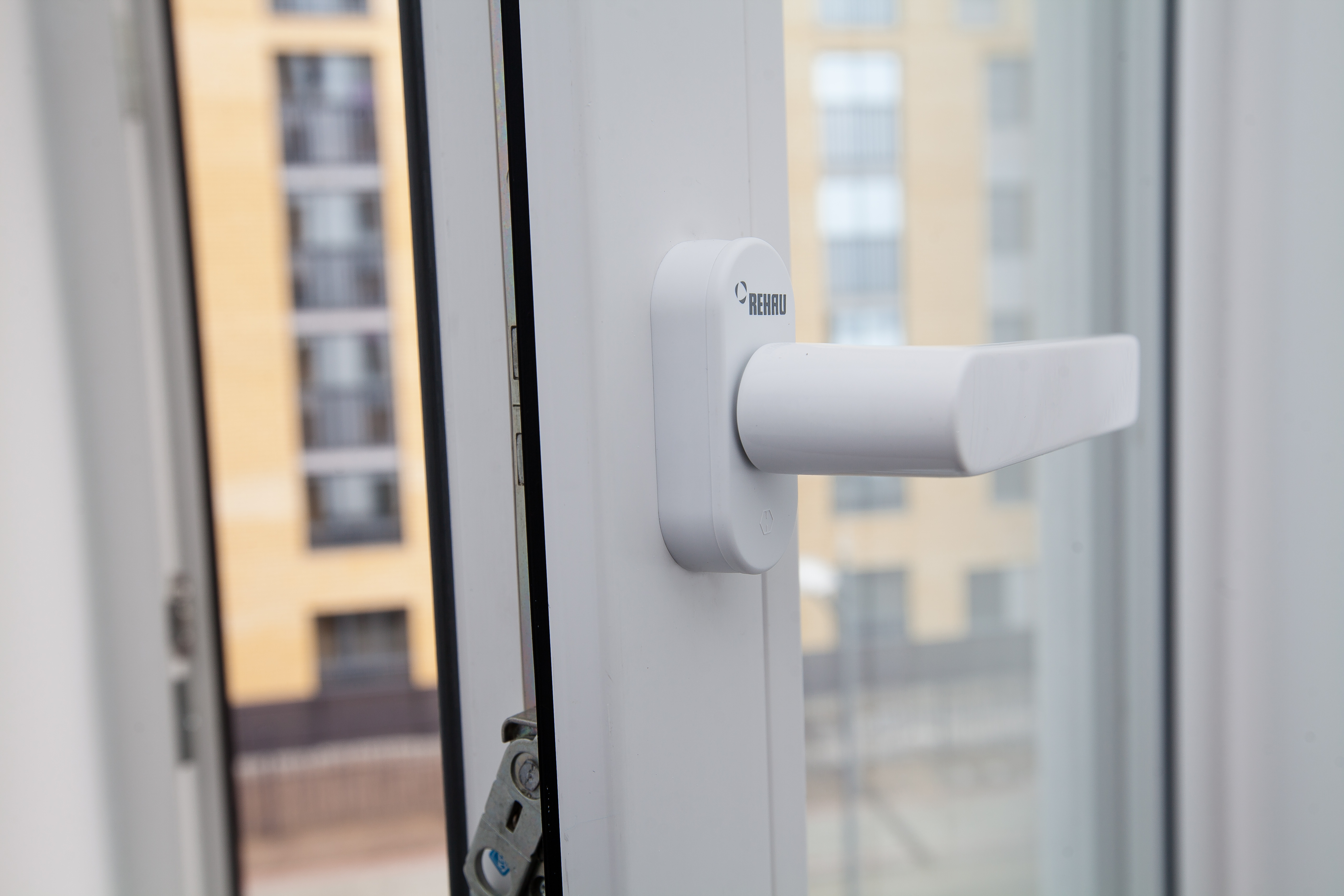
Moderner Einhebel-Drehgriff eines Drehkippfensters
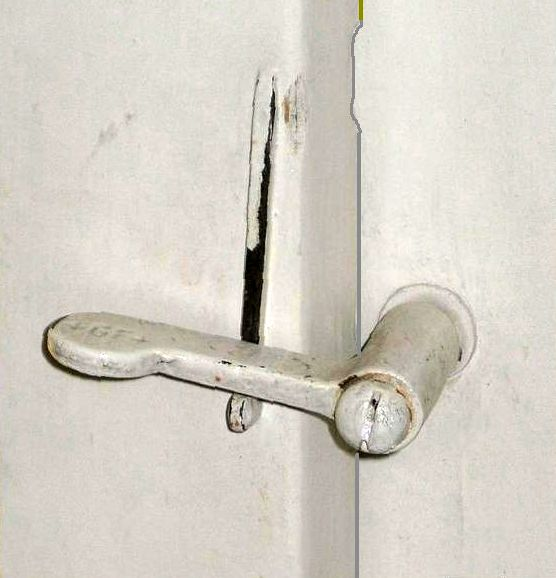
Vorreiber mit Drahtbügel

## Entwicklung, Beschreibung
Moderne Fenstergriffe ersetzen in Kombination mit speziellen Riegeln meist auch die früher oft anzutreffenden Fensterriegel, die das Fenster in seiner Position arretieren konnten. Historische Kippfenster sind häufig mit speziellen Kipp-Fensterriegeln ausgestattet, die verschiedene Kippstellungen des Fensters ermöglichen.
Fenstergriffe sind Hebel, die in der Ausgangsposition sowie bei den verschiedenen möglichen Stellungen des Fenstergriffes einrasten, als Begriff wird dafür auch Rasterung gebraucht (RAL – Gütegeprüfte Griffe). Hierbei gibt es verschiedene Ausführungen, die meisten Griffe rasten alle 90° ein, wohingegen diverse Griffe auch alle 45° einrasten.
Mögliche Positionen von Fenstergriffen sind:
- Geschlossen    0°
- Drehen        90° (Drehposition des Beschlags, Fenster kann gedreht werden)
- Kippen       180° (Kippposition des Beschlags, Fenster kann gekippt werden)
- Aufschwenken 135° (bei Hebeschiebe/Kippschiebe Beschlägen von Schiebetüren)

Das Drehen am Fenstergriff bewirkt über ein im Fensterbeschlag integriertes Getriebe die entsprechende Verstellung der Verriegelung des Fensters.
Bei Schiebefenstern dient der Fenstergriff gleichzeitig als Hebel zum Verschieben des Fensters in der oberen und unteren Führungsschiene.
Als Materialien für Fenstergriffe kommen überwiegend Metalle zum Einsatz, weil diese gegen Aufbruchversuche und gegen Witterung recht beständig sind.
Die umgangssprachliche Bezeichnung Fensterolive greift einen Formaspekt früherer Fenstergriffe auf, die einer Olive ähnelten, die sich von der Mitte zum Außenpunkt verjüngt.

## Namensgebung

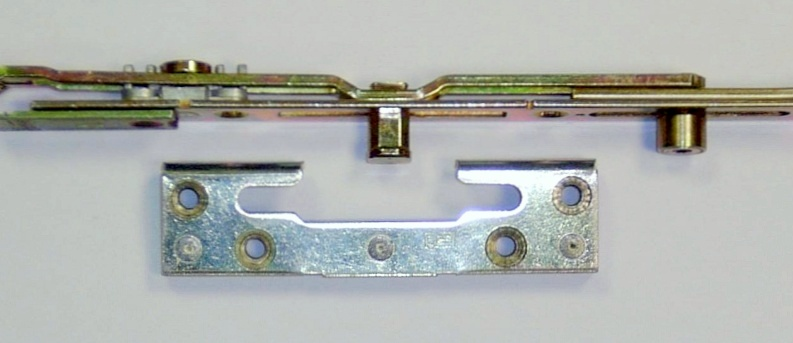
Pilzkopfverriegelung

Fenstergriffe wurden und werden sowohl nach ihrer Form (etwa Olive oder Pilz, z. B. Pilzkopfriegel) als auch nach Bedienung (Drehgriff) oder früher manchmal nach ihrem Entwickler benannt.

## Abschließbare Fenstergriffe
Moderne Fenstergriffe können ähnlich wie Türen mit Schließzylindern ausgestattet werden, die das Abschließen des Fensters ermöglichen. Nach modernen Vorschriften ist bei einbruchhemmenden Fenstern und Fenstertüren ein abschließbarer Fenstergriff, der mindestens 100 Nm aushalten muss, Pflicht (siehe die Normwerke EN 1627–1630).
Abschließbare Fenstergriffe sind mit einem Schließzylinder (und/oder Druckknopf) versehene Fenstergriffe, die in der Regel den Fenstergriff in der geschlossenen Stellung verriegeln, sodass er nicht mehr gedreht werden kann. Entgegen der weitläufigen Meinung, der Fenstergriff solle das Öffnen des Fensters von innen verhindern, soll er das Verschieben des Beschlags durch einen Einbrecher verhindern. Sollte der Einbrecher von außen versuchen, den Beschlag zu verschieben, wäre es für ihn ohne einen abschließbaren Griff innen wesentlich einfacher. Dies würde dazu führen, dass die Pilzzapfen aus ihrem Schließstück rutschen und das Fenster von außen geöffnet werden kann. Je nach Ausführung bieten sie einen mehr oder weniger guten Einbruchschutz. Manche Fenstergriffe lassen sich zusätzlich auch in der Kipp-Position als Babyschutz verriegeln. (Tilt-First-Griffe in Zusammenhang mit Tilt-First-Beschlägen (Zuerst Kippen) lassen das Fenster in der 90°-Stellung des Griffes kippen, bevor es in der 180°-Stellung gedreht werden kann.)